# Armend Dallku
Armend Dallku,  född den 16 juni 1983 i Pristina i Kosovo i Jugoslavien, är en albansk fotbollsspelare som från 2016 spelar försvarare för KF Prishtina i Kosovar Superliga.
Dallku började sin fotbollskarriär i Kosova Vushtrri, innan han flyttade till klubben KF Prishtina. Hans karriär var en besvikelse, eftersom han inte gjorde några framträdanden. 2004 flyttade han till klubben KS Elbasani och spelade 25 matcher, innan han fyllde i en övergång till ukrainska Vorskla Poltava där han kom att spela åren 2005 till 2016. Han gjorde fem mål i klubben.
Dallku gjorde debut i Albaniens fotbollslandslag under 2004. I Kvalspelet till världsmästerskapet i fotboll 2010 gjorde han sitt första och enda mål för Albanien, i en VM-kvalmatch mot Malta. Dallku spelade för landslaget till och med 2013.